# 卡扎奇耶
卡扎奇耶（俄语：Казачье）是俄罗斯萨哈共和国布伦区的一个村落，距离该区的行政中心季克西486（302英里）。截至2010年人口普查，该城镇人口为1,367人，其中665人为男性，702人为女性，低于2002年人口普查期间记录的1,531人。

## 气候
根据周淑贞气候分类法，该地气候类型属于寒带苔原气候。